# Јован Португалски
Жоао, кнез од Антиохије (1431 — 11. септембар 1457) био је други син Инфанта Педра, војводе од Коимбре, и Изабеле од Ургела, војвоткиње од Коимбре.

## Живот
После битке код Алфарробеире, где је војска његовог оца поражена од војске краља Афонса V, Јован је заједно са братом Хаимеом и сестром Беатриче отишао у изгнанство у Бургундију. Његова тетка војвоткиња Изабела, супруга војводе Филипа III Доброг, била је у могућности да пружи заштиту својим братанцима и братаници и осигура да уживају висок друштвени положај.
У мају 1456. године, војвода Јован је проглашен за витеза Реда златног руна. Затим је отпловио на Кипар и оженио се принцезом Шарлотом Кипарском у Никозији и добио је титулу кнеза Антиохије. На двору је био противтежа грчком православном утицају своје таште, краљице Јелене Палеолог. После краће болести, наводно због тровања, умире 1457. године и сахрањен је у цркви Светог Фрање у Никозији.

## Грб
Након ступања у брак са принцезом Шарлотом Лизињан, кнез Јован је носио јединствени грб који је комбиновао: (I) Јерусалимско краљевство, (II) португалско-енглеско порекло његовог оца, (III) Краљевину Јерменију, (IV) Краљевину Кипар; на врху грба Лизињана.